# Хисаши Канеко
Хисаши Канеко (јап. 金子 久; 12. септембар 1959) јапански је фудбалер.

## Каријера
Током каријере је играо за Фурукава.

## Репрезентација
За репрезентацију Јапана дебитовао је 1986. године. За тај тим је одиграо 7 утакмица и постигао 1 гол.

## Статистика
| Јапан  | Јапан   | Јапан  |
| Година | Наступи | Голови |
| ------ | ------- | ------ |
| 1986.  | 3       | 0      |
| 1987.  | 4       | 1      |
| Укупно | 7       | 1      |